# Аллард, Джей
Джей Аллард (англ. J Allard, James Allard, род. 12 января 1969 года в Нью-Йорке) — американский бизнесмен, работал в компании Майкрософт с 1991 по 2010 год, был техническим директором подразделения развлечений и устройств.
Джей известен своей докладной запиской 1994 года под названием «Windows: следующее убойное приложение для Интернета», которая сменила движение Майкрософта в сторону Интернета. Также он участвовал в запуске консолей Xbox и Xbox 360, плеера Zune. 25 мая 2010 года, после закрытия проекта буклетного компьютера Courier, который возглавлял Джей, он покинул свой пост, но остаётся в компании в качестве прямого советника исполнительного директора Стива Балмера.